# Guvernoratul Liban de Nord

Guvernoratul Beqaa în Liban

Libanul de Nord (arabă: الشمال‎) este unul dintre guvernoratele Libanului, iar capitala sa este orașul Tripoli. 